# 三氯化二(三苯基氧化膦)合锰
三氯化二(三苯基氧化膦)合锰是一种配位化合物，化学式为MnCl3[OP(C6H5)3]2，最初于1976年被合成。

## 合成
三氯化二(三苯基氧化膦)合锰可由三苯基氧化膦和三氯化锰二恶烷合物的溶液反应得到。另一种更方便的合成方法是利用了乙酸锰、三甲基氯硅烷和高锰酸钾之间的反应。它和其它氯化锰(III)配合物不同，可以在一般条件下保存数月至数年。

## 应用
[MnCl3(OPPh3)2]可用于合成其它锰的配位化合物。
[MnCl3(OPPh3)2]也可用于烯烃的定量二氯化反应。